# Palača Blenheim
Palača Blenheim je veliki monumentalni ljetnikovac koji se nalazi u Woodstocku, u blizini Oxforda, Oxfordshire, Engleska. Taj jedini ne-biskupski ljetnikovac u Engleskoj koji ima titulu palače, je jedna od najvećih engleskih kuća, a izgrađena je između 1705. i oko 1724. god. 
Upisana je na UNESCO-ov popis mjesta svjetske baštine u Europi 1987. god. zbog eklektične arhitekture smještene u fantastičnom romantičarskom parku, što je čini savršenim primjerom plemićke palače iz 18. st.

## Povijest
Njena izgradnja je izvorno trebala biti dar za Johna Churchilla, prvog vojvode od Marlborougha iz zahvalnosti naroda za vojnu pobjedu protiv Francuza i Bavaraca u bitci kod Blenheima. Međutim, uskoro je postala predmetom političke borbe, što je dovelo do Marlboroughova progonstva, pada njegovog vojvodstva, i nepopravljive štete za ugled arhitekta Sir Johna Vanbrugha.
Nakon završetka palače, postao je domom obitelji Churchill sljedećih 300 godina, a razni članovi obitelji su u tom razdoblju unijeli različite promjena, u interijeru, parku i vrtovima. Krajem 19. stoljeća, palača i obitelj Churchill su se spasili od propadanja bračnim vezama s bogatim Amerikancima. Tako je vanjski izgled palače ostao u dobrom stanju i izgleda kao kad je dovršena. Palača je i rodno mjesto i predaka premijera Sir Winstona Churchilla.
Od 2014. god. palača je u posjedu trenutnog 12. vojvode od Marlborougha, Jamesa Spencer-Churchilla, koji je prema obiteljskom naslijeđu u rodu je s lady Dianom preko loze Spencer i s poznatom američkom obitelji Vanderbilt. No, njegov otac je na sudu 1994. god. osigurao da on ne upravlja posjedom zbog Jamesova nekontroliranog ponašanja, tj. problema sa zakonom i drogama.

## Odlike
Dizajniran u rijetkom i kratkotrajnom engleskom baroknom stilu, uvažavanje arhitekture palače je podijeljeno danas kao što je bilo i 1720. god. Ona je jedinstvena u jedinstvu uporabe kao obiteljska kuća, mauzolej i nacionalni spomenik. 
U svom materijalnu obliku Blenheim je izvanredan primjer rada Johna Vanburgha i Nicholasa Hawksmoora, dva najznačajnija engleska arhitekata tog vremena. Interijer u Velikoj oslikanoj dvorani (Great Drawing Room) slikama Louisa Laguerrea (1719–20) ističe razlog svog nastanka kao spomenik pobjede vojvode od Malborougha.
Palača i park su, negiranjem klasicizma francuskog baroka, snažno utjecali na razvoj arhitekture i hortikulture u Engleskoj, potaknuvši romantizam i povratak nacionalističkim izvorima ljubavi prema prirodi.
Njezin park uredio je slavni dizajner krajolika Lancelot Capability Brown, a smatra se "naturalističkim" Versaillesom. On je preokrenuvši tok rijeke Glyme, stvorio dva umjetna jezera.
Od 2016. god. javnost može pristupiti palači, parku i vrtovima plaćanjem ulaznice od maksimalno 24,90 £. Palača je povezana s „Blenheim vrtovima užitaka” minijaturnom željeznicom Blenheim Park, tako da je palača odvojena ali i povezana s ovom turističkom atrakcijom.
- Veliki most i palača sa sjeverozapada
- Istočna fasada iz parka
- Pobjednički stup u dvorištu palače
- Grobnica Johna Churchilla u kapeli palače
- Knjižnica palače

## Vanjske poveznice
- Službena stranica (engl.)
- Blenheim Palace information (engl.)
- Virtualni obilazak palače na stranicama BBC-a (engl.)